# Signori si nasce
Signori si nasce (tdl. ‘Señores se nace’) es una película italiana de 1960 dirigida por Mario Mattoli y protagonizada por Totò, Peppino De Filippo y Delia Scala.

## Argumento
En 1906, Pio y Ottone degli Ulivi son hermanos, pero es imposible imaginar dos personas más diferentes. Mientras Pio dirige una próspera sastrería de ropa clerical, Ottone, un playboy empedernido, ha malgastado toda su herencia a lo largo de los años y ahora está en apuros. De hecho, acaba de falsificar la firma de su hermano en un pagaré y no tiene dinero para pagar la deuda. La última esperanza de Ottone es pedirle dinero prestado a su hermano, prometiéndole cambiar su vida. Sin embargo, cuando Pio lo sorprende con una joven actriz a la que intenta seducir prometiéndole financiar un espectáculo en el que participará, Ottone no tiene más remedio que mentir. Así pues, le dice a su hermano que la chica es en realidad su hija, fruto de un amor desdichado. Pio se conmueve, pero los problemas no han hecho más que empezar...

## Reparto
- Totò: Ottone degli Ulivi, llamado Zazà.
- Peppino De Filippo: Pio degli Ulivi.
- Delia Scala: Patrizia
- Riccardo Garrone: Enzo.
- Carlo Croccolo: Battista Signori.
- Lidia Martora: Maria Luisa.
- Angela Luce: Fedele.
- Luigi Pavese: caballero Bernasconi.
- Liana Orfei: Titi Monteur.
- Nando Angelini: tenor.
- Nico Pepe: Binotti el empresario.
- Dori Dorika: Adelina Maniglia.
- Nino Milano: camarero.
- Ughetto Bertucci: portero del teatro.
- Aldo Pini: diseñador de vestuario teatral.
- Pietro Pastore: trabajador de teatro.
- Salvo Libassi: Monseñor.
- Renato Malavasi: sacerdote probándose el hábito.
- Gino Buzzanca: Mariscal.
- Vera Nandi: la esposa de Battista.
- Leopoldo Valentini: guardia de prisión.
- Edy Biagetti: portero de la casa de huéspedes.
- Walter Grant: coronel del círculo.